# رابطه باز

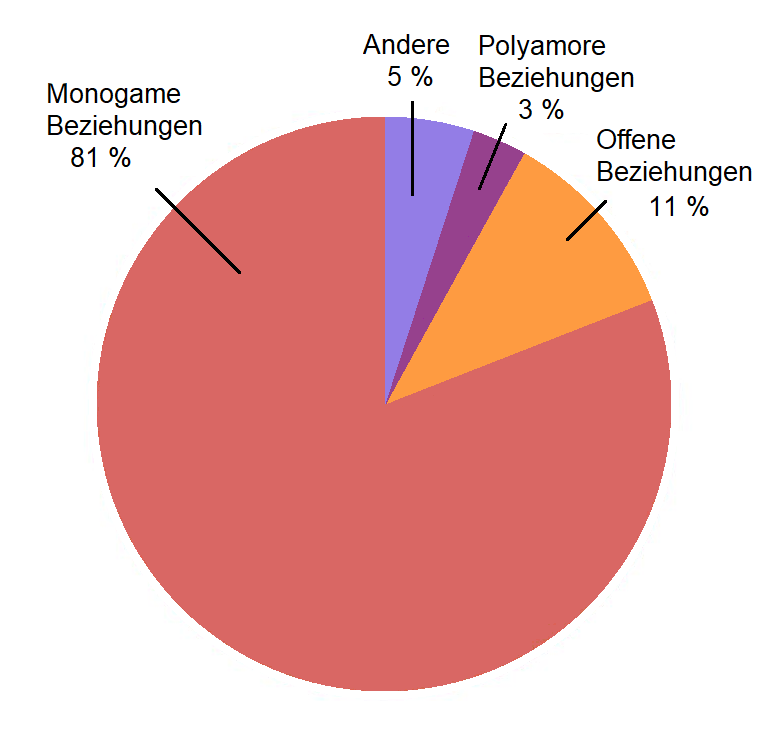
مقایسه زنان آلمانی در مقابل اسپانیایی

رابطهٔ باز گونه‌ای از ارتباط میان‌فردی است که در آن افراد می‌خواهند با هم باشند ولی بر روی نوعی رابطه با بیش از یک شریک (همسر) توافق می‌کنند. این بدان معنا است که آنان موافقت می‌کنند که رابطهٔ احساسی یا عاشقانه با افرادی که با شریکشان ملاقات می‌کنند، قابل قبول است، اجازه داده، یا تحمل می‌شود. به‌طور کلی رابطهٔ باز زمانی به وقوع می‌پیوندد که افراد دارای دو یا بیشتر از دو رابطهٔ عاشقانه یا جنسی در یک زمان هستند که ممکن است یک رابطهٔ کوتاه یا یک رابطهٔ طولانی‌مدت مانند ازدواج باشد. مفهوم رابطهٔ باز از دههٔ ۱۹۷۰ میلادی به رسمیت شناخته شده‌است.

## انواع
رابطه‌های باز به میزان زیادی تعمیمی از مفهوم رابطه‌ای هستند که فراتر از تک‌همسری است. یک گونه از رابطهٔ باز، ازدواج باز است که در آن افرادِ ازدواج‌کرده دارای رابطهٔ باز هستند. گونه‌های متفاوتی از رابطه‌های باز وجود دارد که برخی از نمونه‌ها عبارتند از:
- رابطهٔ چند شریکه، میان سه یا بیشتر از سه شریک که رابطهٔ جنسی میان تمام شریک‌ها به وقوع می‌پیوندد.
- رابطه‌های ترکیبی، که در آن یک شریک تک‌همسری است و شریک دیگر بیشتر از یک همسر دارد.
- ضربدری، که در آن‌ها افراد مجرد یا شریک‌هایی از روابط دارای تعهد، با دیگران رابطهٔ جنسی برقرار می‌کنند. چه به منظور سرگرمی یا به‌عنوان یک فعالیت اجتماعی.

## دلایل آغاز یک رابطهٔ باز
ممکن است دلایل گوناگونی برای شکل‌گیری یک رابطهٔ باز وجود داشته باشد که عبارتند از:
- عاشق فرد دیگری شدن در حالی که شخص نمی‌خواهد رابطهٔ پیشین خود را پایان دهد.
- افرادی که به‌طور ذاتی و طبیعی تک‌همسر نیستند.
- در رابطه بودن با یک غیر همجنس درصورتی که خودِ شخص همجنس‌گرا است.
- زمانی که تفاوتی میان دو نفر در رابطه آشکار می‌شود.
- یک شریک متوجه می‌شود که قادر به پاسخگویی به نیازهای شریک دیگر نیست.
- تنوع شهوت میان شریک‌ها.
- یک یا هر دو شریک خواهان آزادی، یاری، یا تنوع شریک‌های جنسی بیشتری هستند.
- نیاز به چالش: برخی افراد حس می‌کنند که رابطه‌شان ناکافی است مگر آنکه به چالش کشیده شوند. رابطه‌های باز ممکن است حس حسادت، دلبستکی، یا مالکیت را به وجود آورند که همهٔ آن‌ها چالش‌هایی برای پیشبرد یک رابطه هستند.
- لذت بردن از تازگی رابطه، افزایش احساسات، مقبولیت جنسی و هیجاناتی که هنگام شکل‌گیری یک رابطه جدید حس می‌شوند.
- برقراری رابطه با سایر زوج‌ها و افراد مجرد، با دیدگاهی مشابه که شرکا می‌توانند از طریق فکری و عاطفی با آنها ارتباط برقرار کنند.
- در یک رابطه راحت بودن، یعنی رابطه‌ای که مبتنی بر احساس متقابل عشق میان شرکا تشکیل نشده (یا دست کم این علاقه از میان رفته باشد)، بلکه بیشتر بر روی عوامل اقتصادی یا اجتماعی باشد.
- مسافت؛ هنگامی که شرکا به‌طور موقت یا تمام وقت، در نقاط جداگانه‌ای از جهان زندگی می‌کنند (رابطه راه دور).
- رابطه جنسی با افراد بیشتر ممکن است لذت‌بخش تر باشد.
- از نظر مالی چندین همسر داشتن بسیار راحت است: یک روش سنتی پولادری در روستای تبت.

## شیوع
برخی معتقدند که روابط باز اغلب در برخی جمعیت‌های خاص اتفاق می‌افتد؛ مانند افراد جوان نسبت به افراد پیر در آمریکا، به خصوص در طبقه متوسط تحصیل کرده در کالج به جای طبقه کارگر تحصیل نکرده یا افراد خاص قومی یا اقلیتهای نژادی دیگر.
همچنین ممکن است روابط باز در بین زنان بیشتر از مردان باشد. به ویژه در همان دسته‌ها، مانند تحصیل کرده‌های دانشگاهی، تحصیل کرده‌های متوسط، سفیدپوست و جوان آمریکایی. دلیل این امر، ممکن است این باشد که زنان با تأکید بر ایده حقوق برابر، سود بیشتری کسب می‌کنند و جنبش حقوق زنان نیز از ایده روابط باز حمایت می‌کند.
یک مطالعه در سال ۱۹۷۴ نشان داد که دانش‌آموزان پسری که با هم زندگی می‌کنند یا در یک گروه اجتماعی زندگی حضور دارند، بیشتر از زنان در روابط آزاد درگیر می‌شوند و هنوز هم اگر در روابط باز مشارکت نکنند، بیشتر به خانم‌های زن علاقه‌مند هستند.
در نظرسنجی انجام شده توسط «مجله سلامتی و زندگی»، ۴۱٪ از مردان همجنس‌گرایی که در رابطه باز بودند ۲۷٪ آنها اعتقاد داشتند که رابطه باز چیز خوبی است.
بسیاری از زوجین در روابط آزاد، دوشغله هستند. به این معنی که هر دو شریک اصلی یک شغل پایدار یا یک شغل اضافی هم دارند. مردان و زنان، خصوصاً در گروه‌های بسته، بیشتر در مشاغل مدیریتی قرار دارند. بیشتر آنها یا فرزندی ندارند، یا کودکی را پرورش می‌دهند.

## دلایل اجتناب
برخی از زوج‌ها در مورد روابط باز تعمق می‌کنند اما تصمیم می‌گیرند از ایدهٔ آن پیروی نکنند. اگر شخصی مسئله شروع رابطه‌ای باز را با همسر خود در میان گذارد، ممکن است شریکش او را وادار کند که تک‌همسر بماند یا این که شریکی جدید پیدا کند.
همچنین ممکن است این نگرانی به وجود آید که هنگام شروع یک رابطه آزاد، شریک زندگی نگران رابطه خودشان شود و احساس کند توجه کمتری را دریافت می‌کند.
حسادت غالباً در روابط تک‌همسری وجود دارد و افزودن یک یا چند شریک به رابطه ممکن است باعث افزایش آن شود. نتایج برخی از مطالعات نشان می‌دهد که حسادت، مشکل روابط باز است، زیرا حضور شخص ثالث به عنوان یک محرک تلقی می‌شود. در کنستانتین و کنستانتین (۱۹۷۱) پژوهشگران دریافتند که ۸۰٪ از شرکت‌کنندگان در روابط باز حسادت را تجربه کرده‌اند.
فشار فرهنگی همچنین ممکن است باعث عدم شروع این رابطه باشد. کلیشه‌ای متداول در جامعه وجود دارد که افراد درگیر در روابط آزاد نسبت به کسانی که در روابط یکدست هستند، کمتر متعهد و بالغ هستند و فیلم‌ها، رسانه‌ها و کتاب‌های خودیاری در جوامع نیز همگی حامل این پیام هستند که تمایل به بیش از یک شریک به‌طور همزمان، به معنای نداشتن یک رابطه «واقعی» است.
تمایل به یک رابطه باز نیز اغلب به مرحله ای گذرا در زندگی شخص تصور می‌شود. رویارویی با روابط آزاد ممکن است دشوار باشد، به خصوص اگر شرکا در کنار هم زندگی می‌کنند. امور مالی تقسیم شده و دارایی خود را دارند یا فرزندان والدین هستند.

## موارد موفقیت‌آمیز
یکی از مهمترین عواملی که به موفقیت در رابطه کمک می‌کند، این است که رابطه، متناسب با نیازهای همه طرفین شکل گیرد. هیچ‌یک از دو نوع روابط آزاد، یکسان نخواهند بود و به دلیل شرایط فعلی در هر لحظه خاص رابطه تغییر خواهد کرد. سبک روابط باز، آینه‌ای از ارزش‌ها، اهداف، خواسته‌ها، نیازها و فلسفه‌های طرفین خواهد بود.
موفق‌ترین روابط باز، روابطی بوده‌اند که به زمان بیشتری برای برقراری نیاز داشتند. با وقت گذاشتن برای ایجاد ایده‌ای واضح از آنچه هر دو شریک از باز بودن رابطه می‌خواهند، به طرفین این امکان را می‌دهد تا درمورد خودشان تأمل کنند، احساسات خود را پردازش کنند، با پیامدهای احتمالی کنار بیایند و راه‌هایی برای کنار آمدن با تغییر ماهیت رابطه پیدا کنند.
مذاکره در مورد جزئیات روابط آزاد، از طریق روند ارتباطی، امر مهمی است. مباحثی مورد بحث در مذاکرات بین زوجین معمولاً شامل صداقت، سطح بقای رابطه، اعتماد، مرزها و مدیریت زمان است.
سایر ابزارهایی که زوجین در روند مذاکره از آنها استفاده می‌کنند، شامل اجازه دادن به شرکا برای وتو کردن روابط جدید، اجازه قبلی و تعامل بین شرکاء است. این کمک می‌کند تا اطمینان حاصل شود که هر شریک مطمئن شود که نظر آنها در رابطه مهم است. با این حال اگرچه توانایی وتو می‌تواند ابزاری مفید در مذاکره باشد اما مذاکره موفقیت‌آمیز و روابط باز، بدون آن‌ها هم ممکن است رخ دهد. برخی قدرت وتو را رد می‌کنند، زیرا معتقدند که این امر، شریک زندگی خود را از تجربه یک رابطه جدید منع، و آزادی وی را محدود می‌کند.

## مرزها
یکی از محدودیت‌ها در رابطه باز، محدودیت تماس فیزیکی است که در آن فرد اجازه لمس کردن یا هیچ رابطه فیزیکی را بدون اجازه نخواهد داشت. مرزهای جنسی و مرزهای عاطفی‌ای وجود دارد که از بحث در مورد احساسات خاصی جلوگیری می‌کنند. مرزها به تعیین قوانینی برای پیش‌گیری از اعمالی کمک می‌کنند که در نظر اعضا قابل قبول نیستند. آنها همچنین به افراد کمک می‌کنند تا احساس امنیت کنند و در روابط آزاد به همان اندازه مهم هستند که همسرانشان نیز دارای اهمیت هستند.
نمونه‌هایی از مرزهای تعیین شده، می‌تواند شامل موارد زیر باشد:
- چه کسی (از لحاظ جغرافیایی و بین فردی، مانند جامعه، دوستان، خانواده و…) می‌تواند شریک اضافی باشد.
- چه نوع محدودیت‌های جسمی برای آن رابطه برقرار می‌شود (بوسیدن، دوست‌یابی یا سایر فعالیتهای جنسی).
- این که آیا روابط جنسی در یک اتاق مجزا برگزار می‌شود.

برخی از زوجین یک قرارداد رابطهٔ فیزیکی تنظیم می‌کنند. اینها می‌توانند نه تنها در مذاکره مفید باشند بلکه به روشنی نیازها، خواسته‌ها، محدودیت‌ها، انتظارات و تعهداتی که از طرف‌های درگیر انتظار می‌رود، بیان کنند.

## مدیریت زمان
مدیریت کافی وقت می‌تواند به موفقیت یک رابطه باز کمک کند. حتی اگر تعهد جدی با یک شریک زندگی مشترک باشد، مذاکره دربارهٔ زمان بین همه شرکا هنوز هم مهم است. اگرچه میل به تقدیم میزان نامحدود عشق، انرژی و احساسات به دیگران امری عادی است اما محدود بودن زمان در یک روز، زمان واقعی صرف شده با هر شریک را محدود می‌کند. برخی دریافتند که اگر نتوانند به‌طور مساوی وقت خود را توزیع کنند، شریکشان را کنار می‌گذارند. مدیریت زمان نیز می‌تواند مربوط به تئوری عدالت باشد، که بر اهمیت انصاف در روابط تأکید می‌کند.

## چرخشی
چرخشی نوعی رابطه آزاد است که در آن شرکاء در یک رابطه متعهد به‌طور همزمان با دیگران درگیر روابط جنسی می‌شوند. چرخشی‌ها ممکن است این عمل را یک فعالیت تفریحی یا اجتماعی بدانند که باعث افزایش تنوع یا هیجان در زندگی جنسی غیرمتعارف می‌شود یا این که از روی کنجکاوی این کار را انجام می‌دهند. چرخشی‌هایی که به رابطه جنسی گاه‌به‌گاه مشغول هستند، معتقدند که رابطه جنسی در بین چرخشی‌ها، اغلب صریح و روشن‌تر و تعمدی است و بنابراین صادقانه‌تر از خیانت است. برخی از زوج‌ها نوسان را به عنوان یک خروجی سالم می‌بینند و راهی برای تقویت رابطه خود می‌دانند. این چرخش می‌تواند در زمینه‌های مختلفی انجام شود؛ از جمله فعالیت‌های جنسی خود به خودی شامل مبادله شریک زندگی در یک جمع دوستانه، یک مهمانی رسمی چرخشی‌ها یا مهمانی تعویض شریک و یک گردهمایی منظم در باشگاه‌های جنسی یا گردهمایی‌های تعویض شریک.

## چندضلعی
اصطلاح چند ضلعی (به انگلیسی: polyarmory) عبارت است از عمل، تمایل یا پذیرش داشتن بیش از یک رابطه صمیمی در یک زمان با رضایت همه افرادی که در رابطه دخالت دارند. این امر غالباً به عنوان چند همسری مبتنی بر رضایت، اخلاق یا مسئولیت تعریف می‌شود. این کلمه گاهی به معنای وسیع‌تری برای اشاره به روابط جنسی یا عاشقانه‌ای استفاده می‌شود که از نظر جنسی منحصر به فرد نیستند، اگرچه در مورد دامنهٔ کاربرد آن اختلاف نظر وجود دارد. تأکید بر اخلاق، صداقت و شفافیت در همه‌جا به‌طور گسترده به عنوان ویژگی تعیین‌کننده مهم در نظر گرفته می‌شود.
در حالی که «رابطه باز» گاهی به عنوان مترادف «چندضلعی» یا «رابطه چندضلعی» استفاده می‌شود، این اصطلاحات مترادف نیستند. کلمه «باز» در «رابطه باز» معمولاً به جنبه جنسی یک رابطه غیرقابل انعطاف اشاره دارد، در حالی که «چندضلعی» به گسترش روابط از طریق سهم شرکا (که ممکن است جنسی باشد یا در غیر این صورت) به عنوان روابط طولانی مدت اضافی اشاره دارد. این اصطلاح و «دوستانی که دارای مزایا هستند» تقریباً جدید هستند و در طی چند دهه گذشته به وجود آمده‌اند.
زیرمجموعه‌ای از چندضلعی، چندوجهی (به انگلیسی: polyfidelity) است. اینها روابطی هستند که برای رابطه‌های جنسی و احساسی، از برنامه‌های چرخشی استفاده می‌کنند که به‌طور مساوی بین شرکا تقسیم شده و طبق این برنامه، مشخص می‌شود چه کسی چه زمانی با دیگری بخوابد. در این نوع رابطه هیچ‌کس با افرادی که خارج از رابطه هستند، نمی‌خوابد.

## نظر دکتر استرپرل (روان‌درمانگر)
دکتر استر پرل روان‌درمانگر، با بازی در فیلم تازه‎بودن و در نقش خودشان، ایده «هوش شَهوانی» آمده در کتاب «گرفتاری در رابطه‌ی جنسی: بازکردن هوشمند قفل اروتیک(۲۰۰۶)» را اینگونه توضیح می‌دهد:
گفتگو در مورد خیانت و رابطهِ ‎باز میان زوج‌های جوان، یک موضوع واحد نیست. چون عصاره خیانت، رازداری و مفهوم رابطهِ ‎باز حول صداقت طرفین بنا شده‌است. این ایده جالبی نیست، که اگر طرفین به‌دنبال پیداکردن نفر سومی باشند، لزوماً به این معنی است، که می‌خواهد از همسر خود دوری کند؛ بلکه به این معنی است، که من می‌خواهم خودم را در جای دیگر پیدا کنم؛ و با قدرت بیشتری به زندگی اصلی‌ام برگردم.
اما در رابطه‌های پنهانی، زوجین در تلاش هستند، با حفظ پایداری و امنیت خانواده، آزادی و خودمختاری را هم داشته باشند؛ و این رابطه و وابستگی ناممکن، باعث ایجاد چالشی بزرگ در زندگی آنها می‌گردد.
پس بهترین حالت در رابطهِ ‎باز بین زوجین این است که به آن به چشم یک استراحت بین‌راه نگاه کنند و هرگز آن را به عنوان مقصد نبینند.